# ريتشارد ماينارد (كاتب)
ريتشارد ماينارد (بالإنجليزية: Richard Maynard)‏ هو مدرس وكاتب أمريكي، ولد في 30 أغسطس 1942 في فيلادلفيا في الولايات المتحدة، وتوفي في 2 يناير 2007.

## وصلات خارجية
- ريتشارد ماينارد على موقع IMDb (الإنجليزية)
- ريتشارد ماينارد على موقع قاعدة بيانات الفيلم (الإنجليزية)